# Cold Around the Heart
Cold Around the Heart (Brasil: Ambição Desenfreada ) é um filme policial estadunidense de 1997 escrito e dirigido por John Ridley. O filme é estrelado por David Caruso, Kelly Lynch, Stacey Dash, Chris Noth, John Spencer e Pruitt Taylor Vince. O filme foi lançado em 7 de novembro de 1997 pela 20th Century Fox.

## Sinopse
Dois criminosos que também são amantes, Ned e Jude, matam três pessoas em um assalto a uma joalheria. Ned é pego, mas escapa e promete vingança contra Jude, que o empurrou para fora do carro de fuga. Ned é acompanhado em sua busca por Jude por uma mulher que pede carona chamada Bec.

## Elenco
- David Caruso como Ned Tash
- Kelly Lynch como Jude Law
- Stacey Dash como Bec Rosenberg
- Chris Noth como T
- John Spencer como tio Mike
- Pruitt Taylor Vince como Johnny 'Cokebottles' Costello
- Richard Kind como advogado Nabbish
- Kirk Baltz como Detetive Logan
- Jennifer Jostyn como garçonete Inez
- Tom McGowan como homem da loja de armas
- Mark Boone Junior como homem bravo
- Jack Orend como homem do motel
- Tracey Ross como enfermeira
- Gareth Williams homem da revenda de carros
- Richmond Arquette como homem da estação de gás
- Jack Wallace como Capitão de Polícia
- Viggis Knittridge como ele mesmo